# Louis Lurvink
Louis Lurvink (* 24. Januar 2002 in Basel) ist ein Schweizer Fussballspieler.

## Karriere

### Verein
Lurvink begann seine Laufbahn beim FC Möhlin-Riburg/ACLI, bevor er in die Jugend des FC Basel wechselte. Am 3. August 2020, dem 36. Spieltag der Saison 2019/20, gab er beim 0:0 gegen den FC Luzern sein Debüt für die erste Mannschaft in der erstklassigen Super League, als er zur zweiten Halbzeit für Eray Cömert eingewechselt wurde. Dies blieb sein einziger Einsatz im Herrenbereich in dieser Spielzeit. Zur folgenden Saison 2020/21 wurde er in das Kader der zweiten Mannschaft befördert. Bis zum Ende der Saison absolvierte er 15 Partien in der drittklassigen Promotion League, wobei er zwei Tore erzielte.

### Nationalmannschaft
Lurvink spielte bislang insgesamt dreimal für Schweizer U-Nationalmannschaften, wobei er einmal traf.